# Rhythmbox
Rhythmbox – odtwarzacz muzyczny przeznaczony dla środowiska graficznego GNOME. Wykorzystuje framework multimedialny GStreamer. Budowa programu inspirowana jest programem iTunes.

## Funkcje programu

### Odtwarzanie muzyki
Program pozwala na odtwarzanie muzyki pochodzącej z wielu źródeł. Umożliwia magazynowanie i odtwarzanie muzyki przy użyciu biblioteki plików zgromadzonych na komputerze. Odtwarza radia internetowe i podcasty. Umożliwia wyszukiwanie i sortowanie plików muzycznych. Pozwala na tworzenie list odtwarzania (playlist). Zawiera mechanizm inteligentnych playlist, które zawierają utwory spełniające określone kryteria użytkownika (gustu). Ma funkcje losowego (shuffle) odtwarzania oraz powtarzania odtwarzanych utworów.
Program umożliwia ocenianie utworów, a algorytm wybierający losowe utwory preferuje wyżej oceniane utwory. Opcjonalnie pozwala na automatyczne ocenianie utworów.

### Importowanie muzyki
- Zgrywanie płyt audio (wymaga programu Sound Juicer)
- Importowanie poprzez biblioteki GStreamera
- Obsługa iPodów (eksperymentalne)
- Obsługa urządzeń MTP

### Wypalanie płyt CD
Od wersji 0.9 program pozwala na wypalanie płyt Audio CD z list odtwarzania.

### Wyświetlanie okładek płyt
Od wersji 0.9.5 program umożliwia wyświetlanie okładek odtwarzanych płyt CD, wyszukiwanych na podstawie tagów.

### Wyświetlanie tekstów piosenek
Od wersji 0.9.5 program pozwala na wyświetlanie tekstów utworów, pobieranych z internetu z baz tekstów utworów.

### Last.FM
Od wersji 0.9.6 program pozwala na wysyłanie informacji o odtwarzanych utworach do serwisu Last.fm (scrobblowanie). Od wersji 0.9.7 program umożliwia również odtwarzanie utworów udostępnianych przez Last.fm.

### Obsługa Jamendo
Od wersji 0.9.6 program pozwala na przeglądanie i odtwarzanie zasobów wolnej muzyki Jamendo.